# ولاية وان

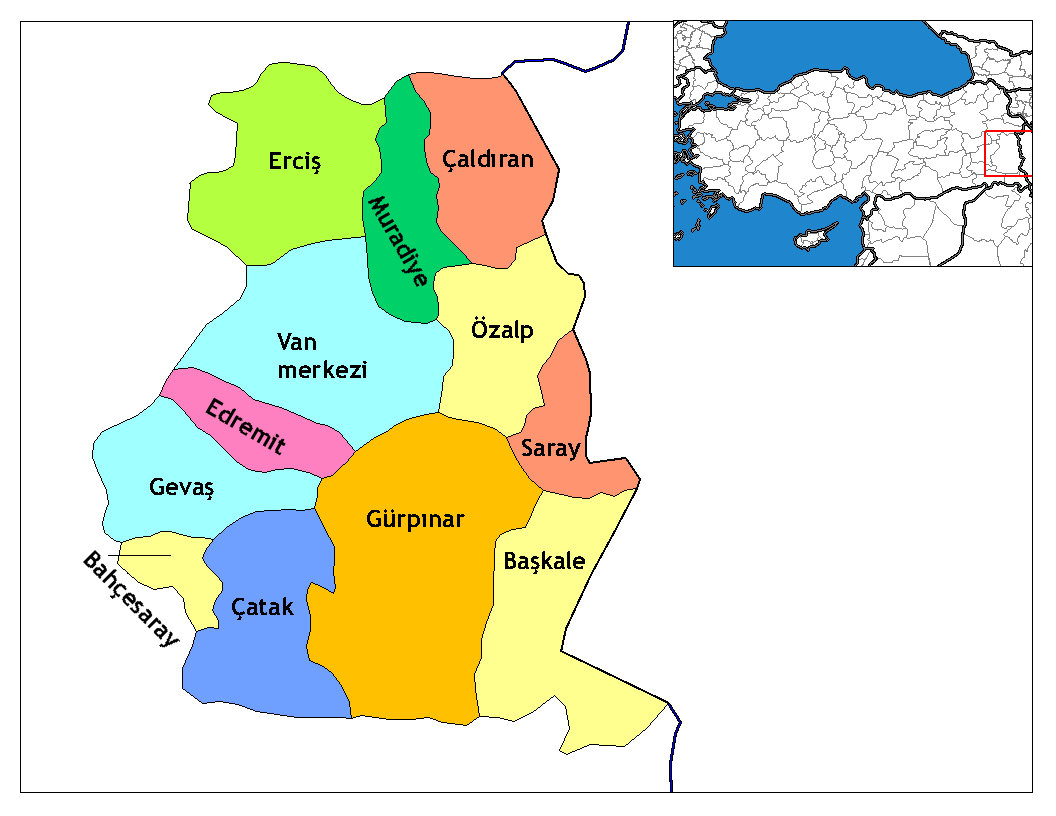
خارطة محافظة وان

وِلَايَةُ وَان (بالتركية: وان ولایت، Van ili؛ بالكردية: پارێزگای وان) من ولايات تركيا الشرقية. عاصمتها مدينة وان تبلغ مساحتها 19,069 كم مربع ويبلغ عدد سكانها 1.035.418 نسمة (2010) بمعدل كثافة سكانية يبلغ 54,3/كم2. معظم سكانها أكراد وفيهم أقلية أرمنية.

## التاريخ
كانت المنطقة معقل الأرمن، الذين عاشوا في هذه المناطق من وقت هايك في الألفية الثالثة حتى أواخر القرن التاسع عشر عندما استولت الدولة العثمانية على جميع الأراضي من السكان الأصليين.

## معرض صور

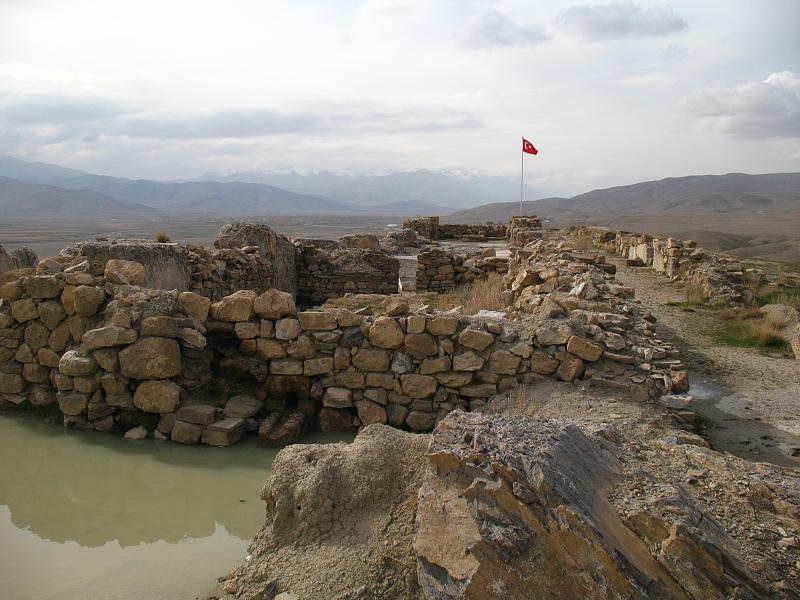
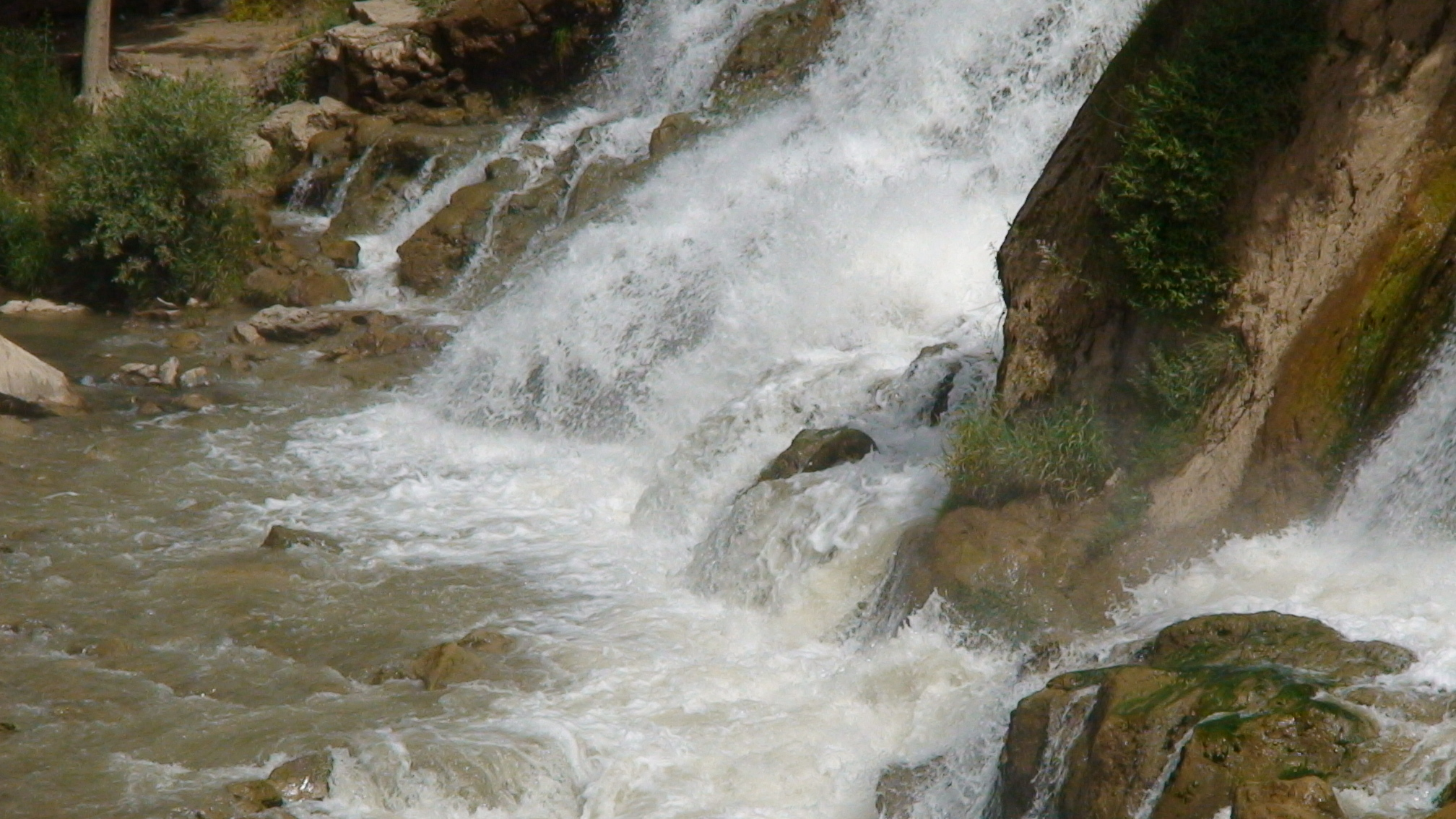
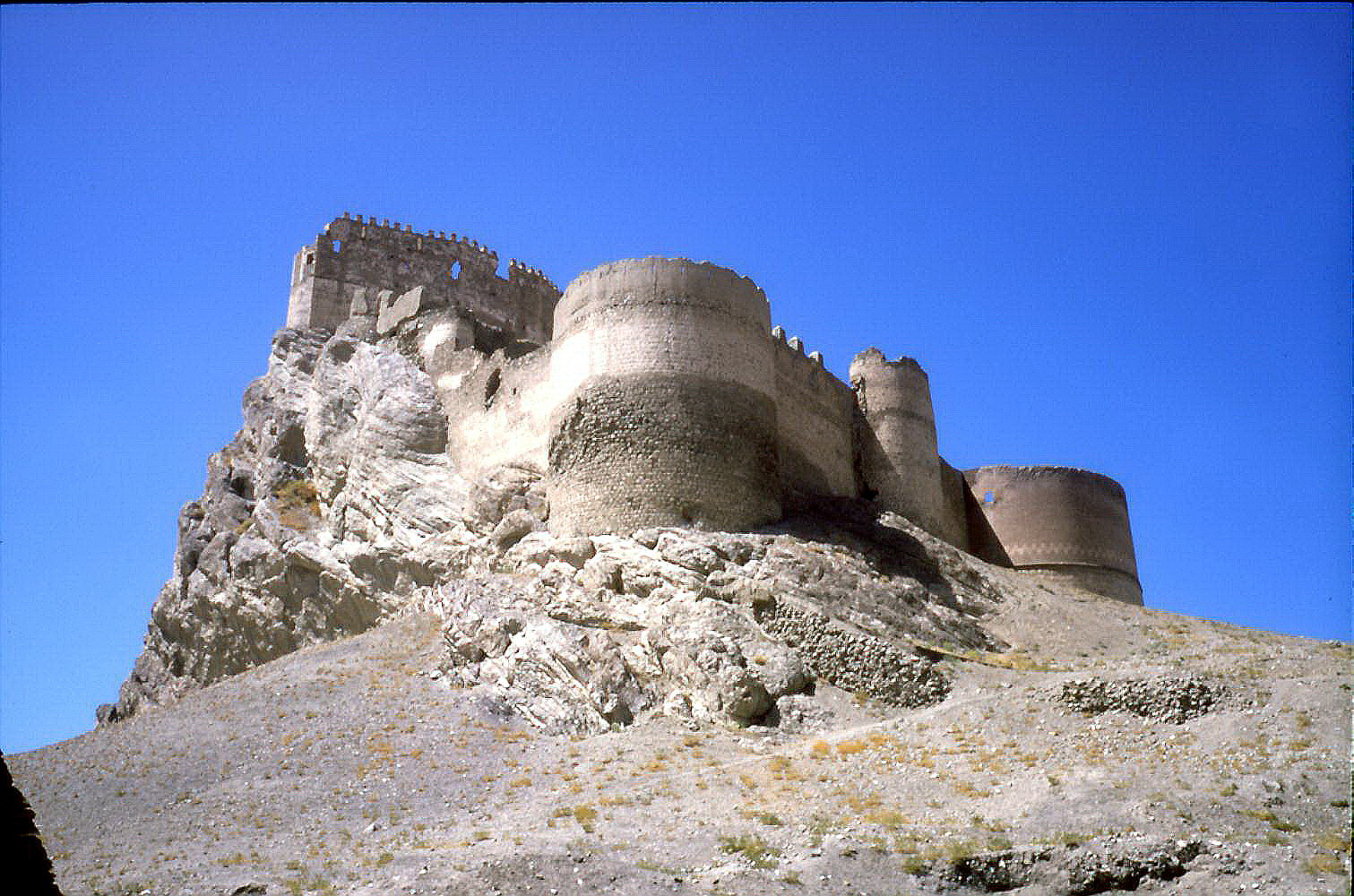

## أعلام
- اندريا وولف